# Устренско езеро
Устренско езеро е езеро в Източните Родопи, под връх Устра.
Площта му е около 9 ха. Оттича се към река Дерменчай, приток на Върбица.
В близост до него има още 3 по-малки езера, които формират групата Устренски езера. В района са още Лебедовите езера (Лебедски езера) и езерата Мрежичко, Ридино, Припешко, както и малко по-отдалечените към Джебел езера Вълковичко, Воденичарско, Мишевско, Младостино и Тютюнченско. Устренските и всички останали езера са от групата на Джебелските езера.